# Charles John Napier

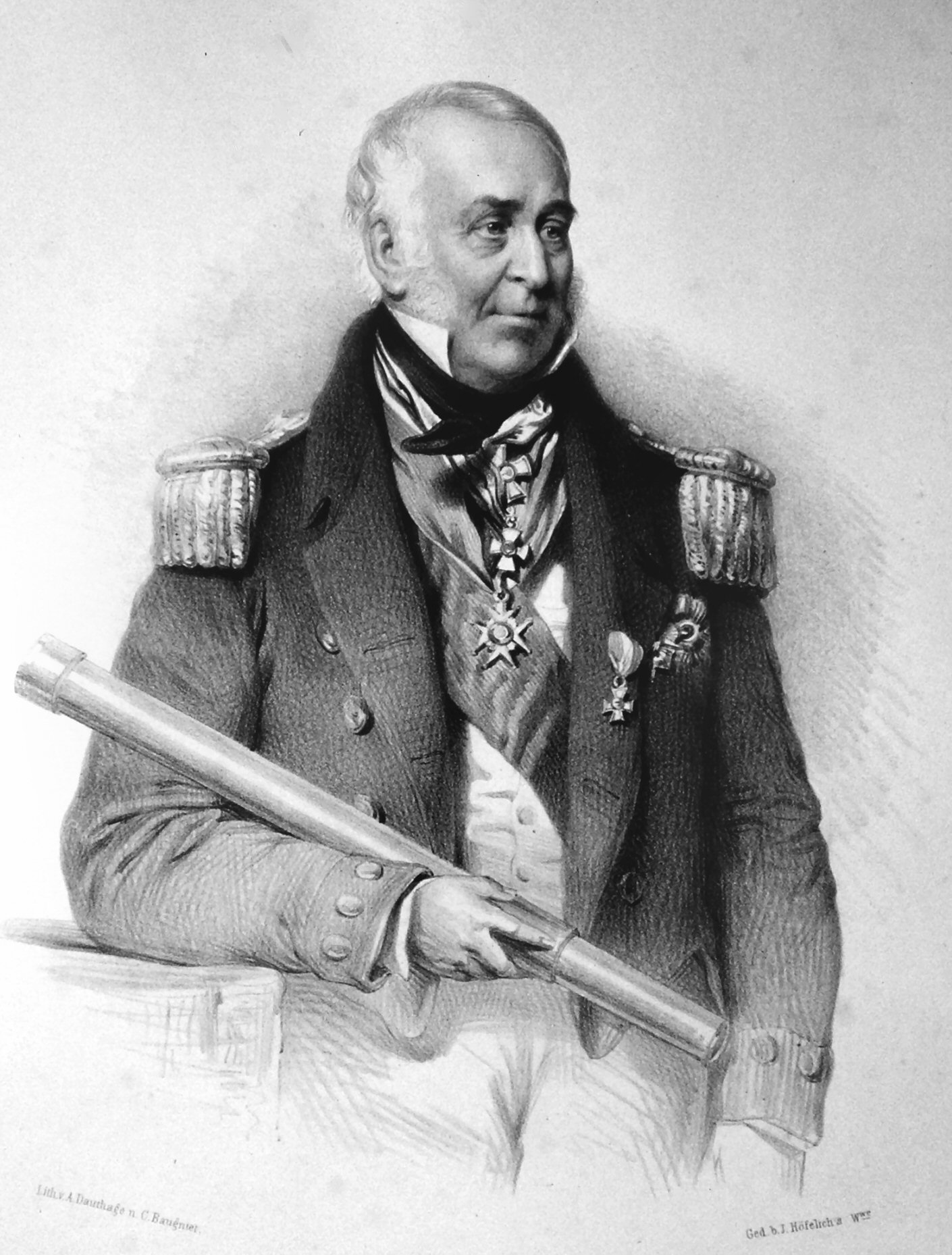
Admiral Charles Napier, Lithographie von Adolf Dauthage nach Charles Baugniet

Sir Charles John Napier (* 6. März 1786 in Falkirk; † 6. November 1860 in Merchiston-Hall, Hampshire) war ein britischer Marineoffizier.

## Leben
Charles John Napier trat im Jahr 1800 als Midshipman in die Royal Navy ein und wurde 1805 zum Lieutenant sowie 1807 zum Commander befördert. Napier eroberte 1809 das Fort Eduard auf Martinique. Im gleichen Jahr wurde er zum Kapitän ernannt, aber bald danach auf Halbsold gestellt. 1810 machte er als Freiwilliger den Feldzug  auf der Iberischen Halbinsel mit. In dem anschließenden Kriegszug, den die Engländer von September bis November 1811 von Sizilien aus gegen die neapolitanischen Küsten unternahmen, eroberte er die Insel Ponza bei Gaeta, weshalb er vom König beider Sizilien, Ferdinand, zum Cavaliere di Ponza ernannt wurde.
1832 trat Napier im Kampf gegen den Usurpator Miguel als Admiral in die Dienste Dom Pedros von Portugal. Hier konnte er sich am 5. Juli 1833 durch seinen Seesieg beim Kap Saint Vincent auszeichnen. Daraufhin wurde er von Dom Pedro zum Visconde de Cabo de San Vincente ernannt. Nach der Vertreibung Dom Pedros aus Portugal ging er wieder zurück nach England und wurde 1840 zum Ritter ernannt. Im Herbst 1840 nahm er als Commodore unter Admiral Stopfords Oberbefehl wesentlichen Anteil am Kriegszug gegen Muhammad Ali Pascha und Ibrahim Pascha an der Küste Syriens. Nach der Erstürmung von Saida und der Wegnahme von Saint-Jean d’Acre  diktierte er 1841 den Frieden. Diese Ereignisse beschrieb er selbst in seinem Werk The war in Syria (2 Bde., London, 1842). Nach seiner Rückkehr nach England wurde er 1841 ins Parlament gewählt, wo er eifrig für die Stärkung der britischen Seemacht wirkte und sich als konsequenter Whig bewährte.
Im November 1846 wurde Napier zum Konteradmiral der Blauen Flagge der Royal Navy befördert. Er kommandierte 1847 die Kanalflotte und zeichnete sich im Kampf gegen die Rispiraten aus. In einer Reihe von Briefen an die Times (gesammelt unter dem Titel The navy, its past and present state, London 1851) deckte er Missstände in der Verwaltung der britischen Marine auf. Im Mai 1853 wurde er zum Vizeadmiral der Blauen Flagge befördert. Er wurde kurz vor dem Ausbruch des Krimkriegs im Februar 1854 zum Oberbefehlshaber der britischen Flotte in der Ostsee ernannt und lief bereits am 11. März 1854, 17 Tage vor der britischen Kriegserklärung, in die Ostsee aus, wo er seit dem 28. Mai die russische Küsten und  Häfen blockierte. Nach der Vereinigung mit der französischen Flotte am 21. Juni eroberte er die Festung Bomarsund und besetzte Anfang August die Alandinseln. Im Übrigen vermochte er aber infolge der von ihm selbst früher gerügten Mängel wenig auszurichten. Deshalb wurde er im September 1854 zurückberufen, lebte fortan in London, trat wieder ins Parlament ein und rechtfertigte sich hier 1855 gegen die gegen die ungerechterweise wider ihn erhobenen Vorwürfe.
1855 wurde Napier zum Vizeadmiral der Weißen Flagge und 1857 zum Vizeadmiral der Roten Flagge befördert. Schließlich erfolgte am 6. März 1858 seine Beförderung zum Admiral der Blauen Flagge. Zu den letzten von ihm verfassten Schriften gehörte das Werk History of the Baltic campaign (1857). Er starb am 6. November 1860 im Alter von 74 Jahren in Merchiston-Hall, Hampshire.